# Бердзенишвили, Владимир Герасимович
Владимир Герасимович Бердзенишвили (груз. ვლადიმერ გერასიმეს ძე ბერძენიშვილი; 1914 — ?) — советский футболист, полузащитник.
В 1933 году — игрок команды г. Поти. Далее играл за «Динамо» Тбилиси.
В весеннем первенстве СССР 1936 года в группе «Б» провёл одну игру.
В осеннем первенстве СССР 1936 года в группе «А» по одним данным сайта footbook.ru сыграл один матч, по другим — четыре. По данным сайта footballfacts.ru сыграл пять матчей, забил один гол. По данным сайта dinamo-tbilisi.ru — один матч.
По данным сайта footballfacts.ru сыграл 12 матчей, забил три гола в чемпионате 1937 года. По данным сайтов dinamo-tbilisi.ru и footbook.ru эти игры провёл Владимир Ираклиевич Бердзенишвили.
Был в составах тбилисских клубов «Наука» (1939, КФК) и «Локомотива» (1940).